# Matías Tejela
Matías Tejela, nació el 28 de octubre de 1982 en Madrid (España), es un torero español.

## Carrera profesional
- Debut en novillada con picadores :28 de julio de 2000 en Vitoria (Provincia de Álava ) junto a Francisco Javier Chacón y Sebastián Castella. Novillos de la ganadería de Martín Arranz y José Miguel Arroyo.
- Presentación en Madrid :29 de marzo de 2002  junto a Reyes Mendoza y Sergio Aguilar. Novillos de la ganadería Peñajara.
- Alternativa : Valencia el 15 de marzo de 2003 . Padrino, Dámaso González ; Testigo "Joselito" .
- Confirmación de alternativa en Madrid :14 de mayo de 2003 . Padrino "Joselito" ; testigo, Fernando Robleño . Toros de la ganadería El Ventorrillo.
- Confirmación de alternativa en México :23 de enero de 2005 . Padrino "El Zotoluco" ; testigo, "El Juli". Toros de la ganadería San Martín.